# 黄鎬
黄 鎬（こう こう、生年不詳 - 1483年）は、明代の官僚・軍人。字は叔高。本貫は福州府侯官県。

## 生涯
1445年（正統10年）、進士に及第した。1447年（正統12年）、都察院に試用された。法律に明るく習熟していたことから、御史に任じられた。
1449年（正統14年）、貴州巡按をつとめた。苗族が反乱を起こし、道を塞いでいた。靖遠伯王驥らが麓川から帰還したが、軍に紀律なく、苗族がその背後から襲撃し、官軍は大敗した。黄鎬は平越に赴き、反乱軍と遭遇して死闘を繰り返した。夜間に平越に入城し、反乱軍がこれを包囲した。平越城を放棄しようという意見もあったが、黄鎬は「平越は貴州の咽喉にあたり、平越なくして貴州はない」といって、諸将とともに固守した。ひそかに竹筒の中に上奏文を入れ、現地の人間を募って朝廷に援軍を求めに行かせ、あわせて王驥らの敗戦を弾劾した。1450年（景泰元年）、景泰帝が保定伯梁珤らに命じて合州・湖広の軍を率いて救援させると、平越の包囲はようやく解けた。平越城は包囲を受けること9カ月、城兵は草の根を掘り弩や鎧を煮て食べ、死者があい枕する惨状であった。城を守り切ったのは、黄鎬の功績が大であった。黄鎬はさらに1年、巡按貴州の任にとどまった。長らくを経て広東僉事に転じ、さらに浙江僉事に転じた。
1466年（成化2年）、黄鎬は広東左参政に抜擢された。高州・雷州・廉州の海賊を討って平定した。広西左布政使に転じた。1472年（成化8年）、右副都御史となり、総督南京糧儲をつとめた。1475年（成化11年）、吏部右侍郎に転じた。1476年（成化12年）、吏部左侍郎に進んだ。1480年（成化16年）、南京戸部尚書に任じられた。1483年（成化19年）、致仕した。道中に死去した。太子少保の位を追贈された。諡は襄敏といった。